# Nepovirus
Genre
Nepovirus est un genre de virus qui infecte les plantes (phytovirus). Ce genre, rattaché à la famille des Secoviridae et à la sous-famille des Comovirinae, comprend une trentaine d'espèces officiellement décrites, dont le TRSV (Tobacco Ringspot Virus), le virus des taches annulaires du tabac, qui est l'espèce type, et une dizaine d'espèces proposées (provisoires).
Le nom dérive la contraction de nematode transmitted polyhedral viruses (virus polyédrique transmis par les nématodes).
Ce sont des virus à ARN linéaire, à simple brin et à polarité positive (+ssRNA), classés dans le groupe IV de la classification Baltimore.
Le génome, bipartite, est constitué de deux segments d'ARN, ARN1 et ARN2, de 7,5 kb et 3,9 kb respectivement. Les deux segments génomiques sont encapsidés séparément dans des particules distinctes de taille similaire.
Les virions, non enveloppés, sont constitués d'une capside icosaédrique de 28 à 30 nm de diamètre.
Chacun des segments produit une polyprotéine différente, qui subit une série de réactions (protéolyses, et autres modifications post-traductionnelles) aboutissant à des protéines fonctionnelles.
Ces virus, contrairement aux deux autres genres (Comovirus et Fabavirus) de la sous-famille des Comovirinae, sont transmis par des nématodes, principalement de la famille des Longidoridae (genres Longidorus et Xiphinema). Ils peuvent aussi se disséminer par les graines et le pollen des plantes infectées.
Ils infectent une vaste gamme de plantes-hôtes, appartenant aux dicotylédones.

## Référence biologique
- (en) ICTV : Nepovirus  (consulté le 1er février 2021)